# 定常状態 (薬学)

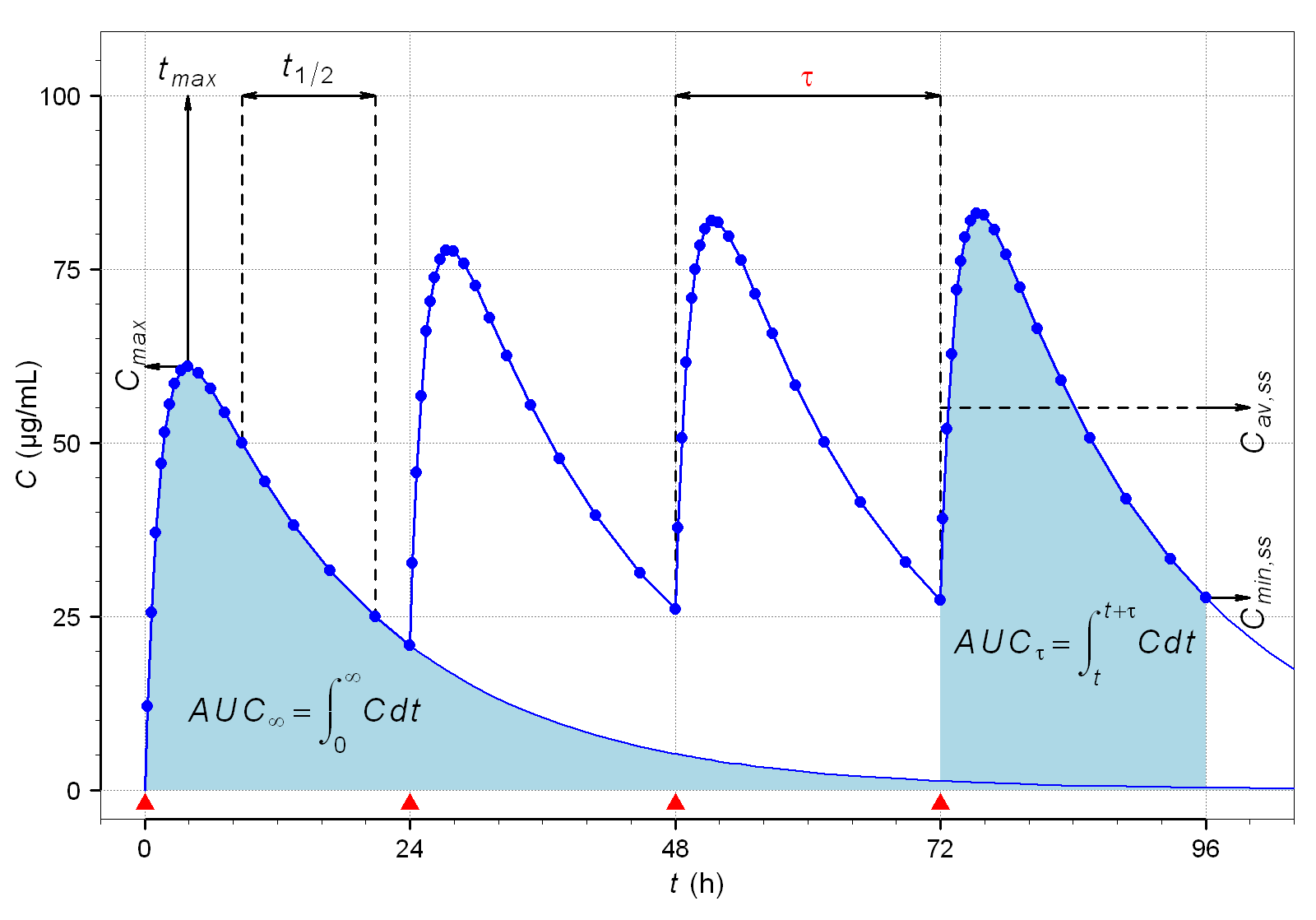
薬を投与した瞬間を0時間とし、最高血中濃度到達時間（T_{max}）、半減期(T_{1/2})に沿って減衰しつつ、定期的な服用によって血中濃度が上昇していく様子。血中濃度は5～6回の繰り返しの服用によって一定にまで上昇する。その後は、τ時間毎に服用を続ける限り、C_{min}とC_{max}は一定となる。

薬学における定常状態（ていじょうじょうたい、Steady state）とは、医薬品を一定時間ごとに繰り返し投与する時、投与直前の血中濃度（最低血中濃度、トラフ濃度、Cmin）および投与後に到達する最高血中濃度（Cmax）がそれぞれ一定の値となっている状態を指す。
一般的に、定常状態の血中濃度が一定範囲内にある事が治療上重要であるとされる。
また、一部の医薬品では、定常状態でのトラフ濃度が一定未満である事が副作用発現防止の指標となっている。

## 参考資料
1. ↑  “市民のための薬と病気のお話：薬の質問箱・薬物動態Q6：日本臨床薬理学会”. www.jscpt.jp. 2021年9月14日閲覧。
2. ↑  “定常状態最低血中濃度 - 薬学用語解説 - 日本薬学会”. www.pharm.or.jp. 2021年9月14日閲覧。